# ロドニー・カゲヤマ
ロドニー・カゲヤマ（Rodney Kageyama、1941年12月1日 - 2018年12月9日）は、アメリカ合衆国で活躍する日系人俳優である。

## 来歴
カリフォルニア州サンマテオ出身の日系2世。サンフランシスコを拠点とするアジア系俳優からなる劇団で俳優としてのキャリアをスタートさせ、その後ロサンゼルスへ移りマコ岩松らが結成したアジア系劇団イースト・ウェスト・プレイヤーズに参加。1976年あたりから徐々にテレビや映画などに出演し始めて、脇役として多くの作品に貢献した。代表的な作品としては、ドルフ・ラングレン、ブランドン・リー主演の『リトルトーキョー殺人課』やマイケル・キートン、山村聡共演の『ガン・ホー』、ジュリア・ロバーツとリチャード・ギア共演の大ヒットラブ・ストーリー『プリティ・ウーマン』などがある。ミン・ライ監督、サブ・シモノ共演の短編映画『王の歩』（原題：Pawns of the King）で高評を得て、日本でもいくつかの地区で公開された。
同性愛者で、1979年に出会ったケン・ホワイトと2013年、カルフォルニア州において同性婚が合法化された際に結婚した。
長年HIVに悩まされ、2007年には非ホジキンリンパ腫が発覚。晩年は人工透析を受け、人工腰骨に交換していた。2018年12月9日、睡眠中に死去。77歳没。

## コミュニティー活動
日系文化に造詣が深く、ロサンゼルス地区における日系人や在米日本人からなるコミュニティ活動には積極的に参加している。リトルトーキョーにある全米日系人博物館においては、見学へ来た生徒たちに文化などの解説を行う非常勤講師も務めた。

## 出演作品

### 映画
- 結婚しない族 Best Friends (1982)
- ティーン・ウルフ Teen Wolf (1985)
- ガン・ホー Gung Ho (1986)
- 彼女はマンイーター/ ブロンドにご用心 Lucky Stiff (1988)
- バイブス秘宝の謎 Vibes (1988)
- のるかそるか Let It Ride (1989)
- プリティ・ウーマン Pretty Woman (1990)
- リトルトウキョー殺人課 Showdown in Little Tokyo (1991)
- 王の歩 Pawns of the King (2005)　※短編映画

### テレビドラマ
- Dr.刑事クインシー Quincy M.E. (1982)
- リップタイド探偵24時 Riptide (1984)
- 世にも不思議なアメージング・ストーリー Amazing Stories (1986)
- 227 227 (1988)
- 浮気なおしゃれミディ Designing Women (1989)
- ヒロシマ Hiroshima: Out of the Ashes (1990)
- タイムマシーンにお願い Quantum Leap (1990, 1992)
- うわさの刑事 テキーラとボネッティ Tequila and Bonetti (1992)
- ジェシカおばさんの事件簿 Murder, She Wrote (1992)
- ラスベガス Las Vegas (2008)